# تپه لکل
تپه لکل مربوط به عصر مفرغ است و در شهرستان دالاهو، بخش مرکز ی، دهستان حومه، ۴/۴ کیلومتری جنوب روستای طلسم واقع شده و این اثر در تاریخ ۲۷ اسفند ۱۳۸۶ با شمارهٔ ثبت ۲۲۳۱۷ به‌عنوان یکی از آثار ملی ایران به ثبت رسیده است.